# Czarnków (Landgemeinde)
Die gmina wiejska Czarnków [ˈʧarnkuf] ist eine selbständige Landgemeinde in Polen im Powiat Czarnkowsko-Trzcianecki in der Woiwodschaft Großpolen. Ihr Sitz befindet sich in der Stadt Czarnków (deutsch Czarnikau). Die Landgemeinde, zu der die Stadt Czarnków selbst nicht gehört, hat eine Fläche von 347,8 km², auf der (Stand: 31. Dezember 2020) 11.471 Menschen leben.

## Geographie

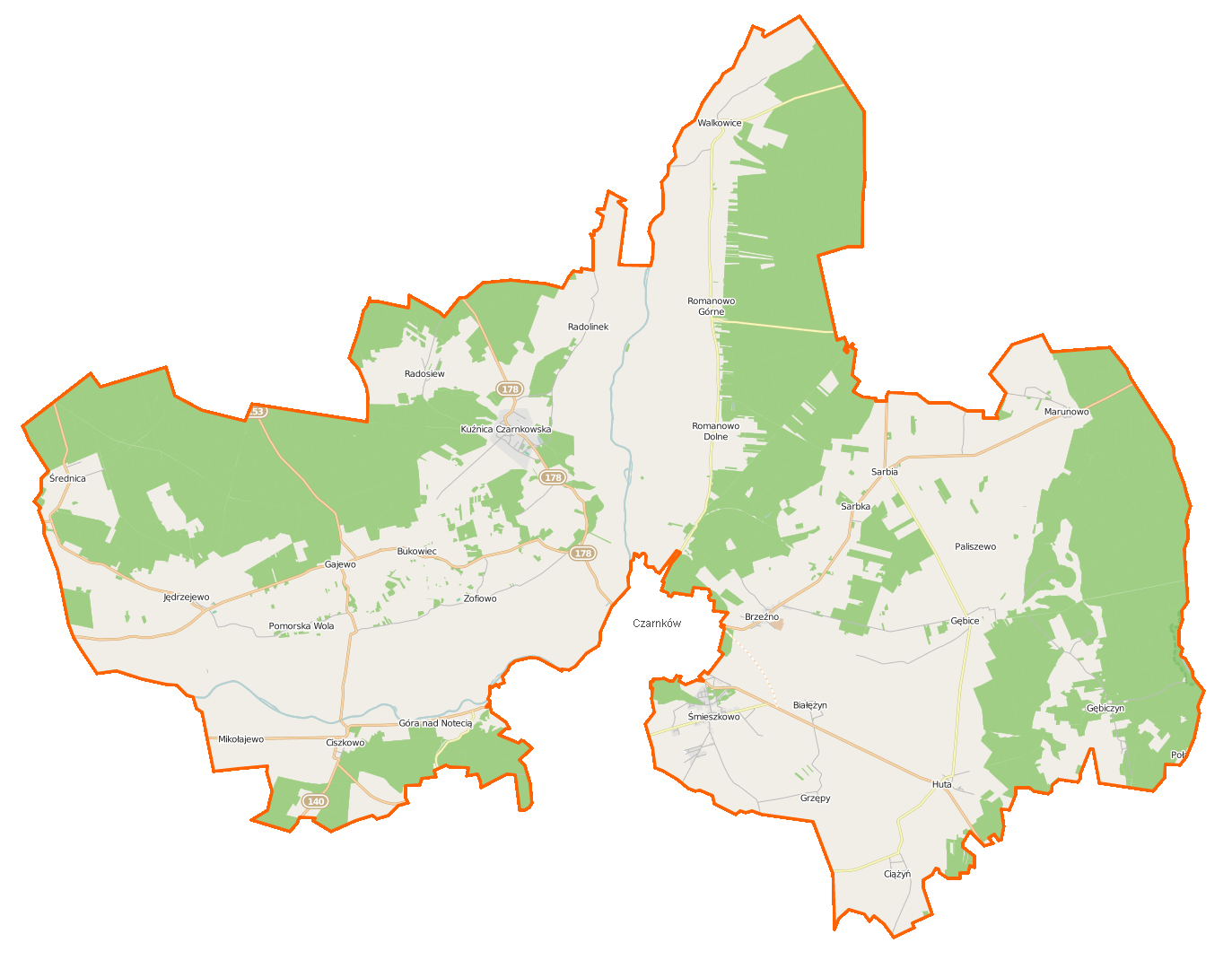
Karte der Landgemeinde

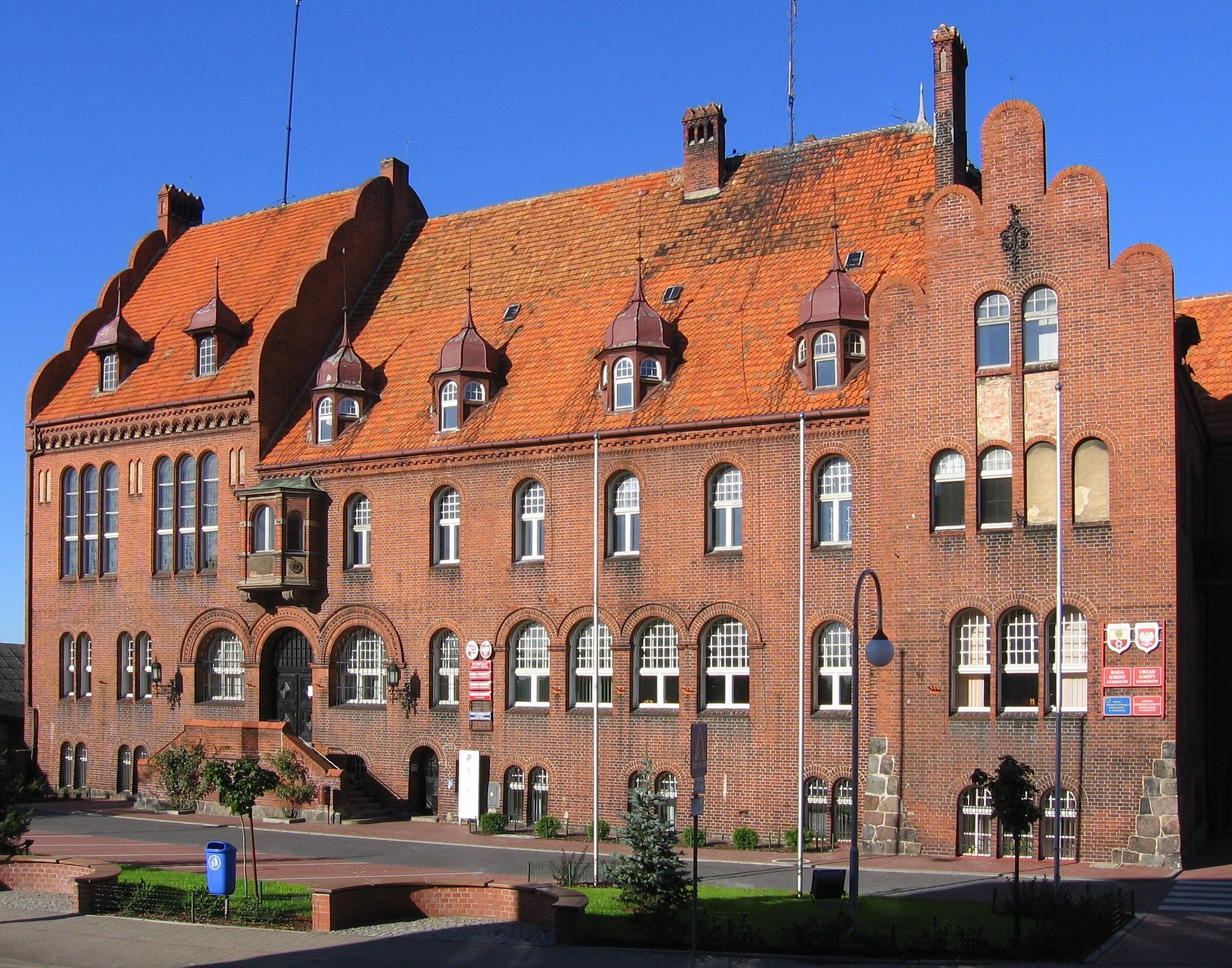
Das Amtsgebäude des Powiat und der Landgemeinde Czarnków

Die Landgemeinde wird von der Netze (Noteć) durchzogen. Sie liegt etwa vierzig Kilometer südlich der Stadt Piła (Schneidemühl) und umgibt die Stadt Czarnków im Westen, Norden und Osten.
Nachbargemeinden sind die Stadt Czarnków und die Landgemeinden Budzyń (Budsin), Chodzież (Kolmar), Lubasz (Lubasch), Połajewo (Güldenau), Ryczywół (Ritschenwalde), Trzcianka (Schönlanke), Ujście (Usch) und Wieleń (Filehne).

## Geschichte
Die deutsch-polnische Grenze verlief von 1920 bis 1939 entlang der Netze durch das Gebiet der heutigen Gemeinde. Von 1975 bis 1998 gehörte die Landgemeinde zur Woiwodschaft Piła.

## Gemeindegliederung
Die Landgemeinde Czarnków besteht aus 24 Schulzenämtern:
| Name                | deutscher Name (1815–1919)             | deutscher Name (1939–1945)                                 |
| ------------------- | -------------------------------------- | ---------------------------------------------------------- |
| Białężyn            | Belsin                                 | Belsin                                                     |
| Brzeźno             | Briesen                                | 1939–1943 Briesen 1943–1945 Hohenbriesen                   |
| Bukowiec            | Buchwerder                             | Buchwerder                                                 |
| Ciszkowo            | Ciszkowo 1904–1919 Cischkowo           | 1939–1943 Cischkowo 1943–1945 Kienrode                     |
| Gajewo              | Putzighauland                          | Putzighauland                                              |
| Gębice              | Gembitz                                | Gembitz                                                    |
| Gębiczyn            | Gembitzhauland                         | Gembitzhauland                                             |
| Góra nad Notecią    | Guhren                                 | 1939–1943 Guhren 1943–1945 Netzguhren                      |
| Grzępy              | Friedrichsau                           | Friedrichsau                                               |
| Huta                | Althütte                               | Althütte                                                   |
| Jędrzejewo          | Putzig                                 | Putzig                                                     |
| Komorzewo           | Grützendorf                            | Grützendorf                                                |
| Kuźnica Czarnkowska | Hammer bei Schönlanke 1904–1919 Hammer | Hammer                                                     |
| Marunowo            | Fitzerie                               | Fitzerie                                                   |
| Mikołajewo          | Mikolajewo                             |                                                            |
| Pianówka            | Pianowka                               |                                                            |
| Radolinek           | Floth                                  | Floth                                                      |
| Radosiew            | Radosiew                               |                                                            |
| Romanowo Dolne      | Romanshof Untergemeinde                | 1939–1943 Romanshof Untergemeinde 1943–1945 Unterromanshof |
| Romanowo Górne      | Romanshof Obergemeinde                 | 1939–1943 Romanshof Obergemeinde 1943–1945 Oberromanshof   |
| Sarbia              | Sarben                                 | Sarben                                                     |
| Sarbka              | Gutsbezirk Sarben 1910–1919 Neusarben  | Neusarben                                                  |
| Śmieszkowo          | Smieszkowo 1907–1919 Lindenheim        | Lindenheim                                                 |
| Średnica            | Marienbusch                            | Marienbusch                                                |
| Walkowice           | Walkowitz                              | 1939–1943 Walkowitz 1943–1945 Walkenschleuse               |
| Zofiowo             | Sophienberg                            | Sophienberg                                                |

Weitere Ortschaften sind: Ciążyń, Goraj-Zamek, Hutka, Marunówko, Paliszewo und Sobolewo.

## Söhne und Töchter (Auswahl)
- Theodor von Kruska (1841–1896), preußischer Generalleutnant
- Hellmuth von Bethe (1842–1914), preußischer Gutsbesitzer, Politiker und Mitglied des Preußischen Herrenhauses, geboren in Hammer.